# 鄧凱爾德大教堂

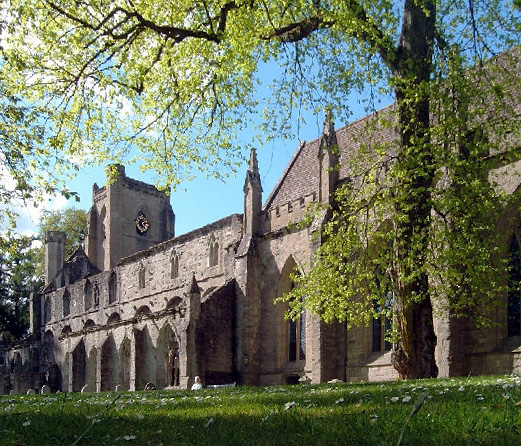
鄧凱爾德大教堂

鄧凱爾德大教堂（Dunkeld Cathedral）是英國的一座大教堂，位於蘇格蘭鄧凱爾德。教堂始建於1260年，在1501年完成。由於建設時間很長，鄧凱爾德大教堂揉合了不同種類的建築風格，包括哥特式建築和諾曼式建築。雖然教堂的部分建築現在已經是廢墟，但教堂現在仍然在使用並對公眾開放。這座教堂在歷史上是羅馬天主教的主教座堂，但現在是蘇格蘭教會的教區教堂。

## 外部連結
- Dunkeld Cathedral （页面存档备份，存于）